# Casa Rosada

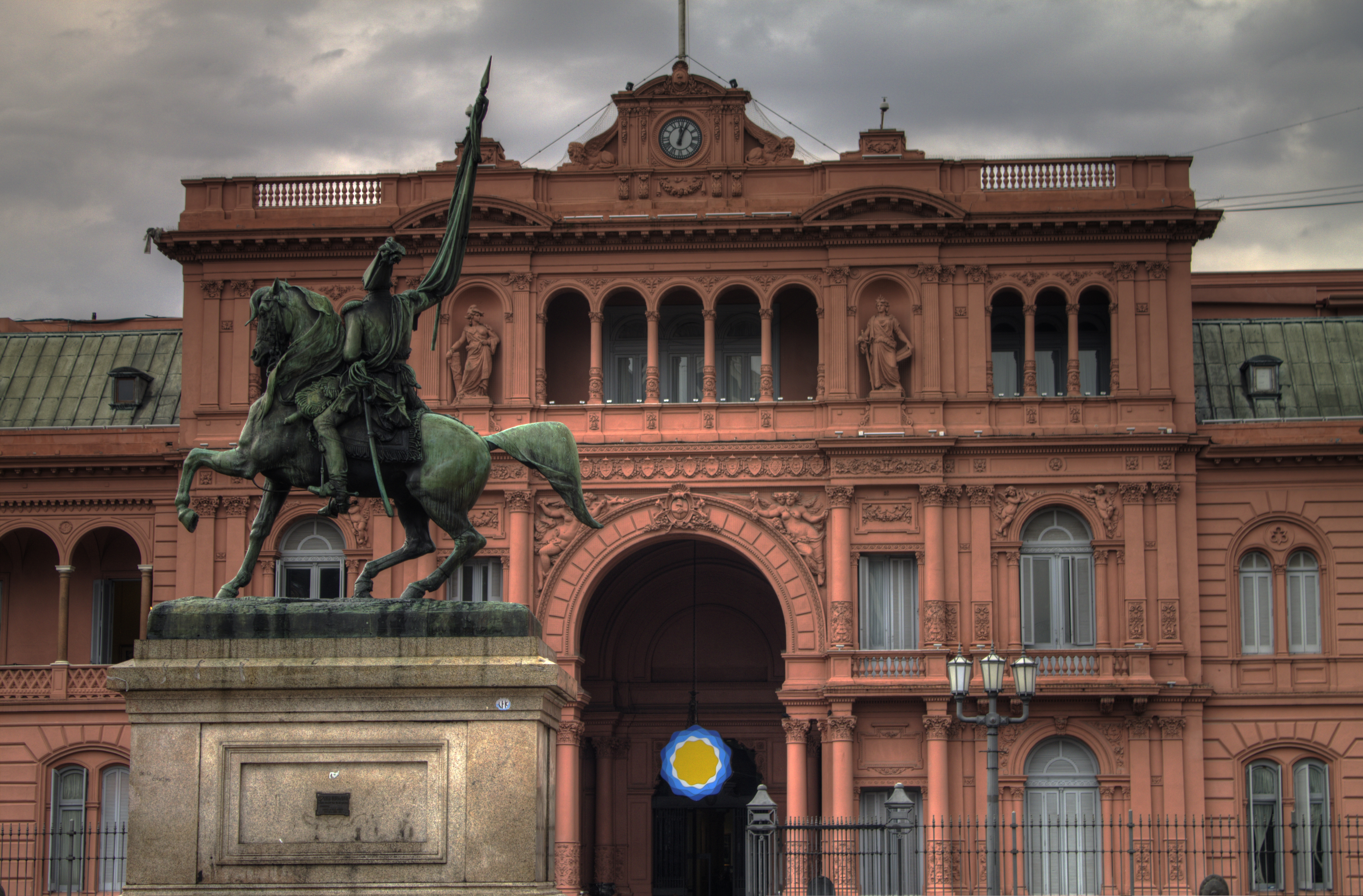
Widok na balkon

Casa Rosada (pol. „Różowy Dom”), oficjalnie nazywany też Casa de Gobierno lub Palacio Presidencial – siedziba prezydenta Argentyny. Pierwszym prezydentem zamieszkującym budynek był Domingo Faustino Sarmiento (1811–1888).
Strona przylegająca do Plaza de Mayo to tył budynku. Znajdują się tam balkony, z których przemawiali sławni argentyńscy politycy, tacy jak: Juan i Eva Perón, Generał Leopoldo Galtieri czy Raúl Alfonsín. W tym miejscu śpiewała także Madonna w Evicie oraz przemawiał papież Jan Paweł II.
Różowy kolor budynku znalazł się tam na pamiątkę doprowadzenia do pokoju, pomiędzy czerwonymi Federalistami i białymi Unitarystami przez Domingo Sarmiento podczas jego prezydentury w latach 1868–1874.
W podziemiach budynku odkryto pozostałości Fuerte Viejo, dawnego fortu z XVIII wieku. Ich część można obejrzeć w muzeum Museo de la Casa Rosada.